# *-àlgebra
En matemàtiques, i més concretament en àlgebra abstracta, una *-àlgebra (o àlgebra involutiva; llegit com "àlgebra estrella") és una estructura matemàtica formada per dos anells involutius R i A, on R és commutativa i A té l'estructura de una àlgebra associativa sobre R. Les àlgebres involutives generalitzen la idea d'un sistema de nombres equipat amb conjugació, per exemple els nombres complexos i la conjugació complexa, les matrius sobre els nombres complexos i la transposició conjugada, i els operadors lineals sobre un espai de Hilbert i adjunts hermitians. Tanmateix, pot passar que una àlgebra no admeti cap involució.

## Definicions

### *-anell
En matemàtiques, un *-anell és un anell amb un mapa * : A → A que és un antiautomorfisme i una involució.
Més precisament, * requereix de satisfer les propietats següents:
- (x + y)* = x* + y*
- (x y)* = y* x*
- 1* = 1
- (x*)* = x

per a tot x, y en A.
Això també s'anomena anell involutiu, anell involutiu i anell amb involució. El tercer axioma està implicat pels axiomes segon i quart, el que el fa redundant.
Els elements tals que x* = x s'anomenen autoadjunts.
Exemples arquetípics d'un anell * són camps de nombres complexos i nombres algebraics amb una conjugació complexa com a involució. Es pot definir una forma sesquilínia sobre qualsevol anell *.
A més, es poden definir *-versions d'objectes algebraics, com ara ideal i subanell, amb el requisit de ser *- invariant: x ∈ I ⇒ x* ∈ I i així successivament.
* Els anells no estan relacionats amb els semianells estrella en la teoria de la computació.

### *-àlgebra
Una *-àlgebra A és un *-anell, amb involució * que és una àlgebra associativa sobre un *-anell R commutatiu amb involució ', tal que (r x)* = r'  x*  ∀r ∈ R, x ∈ A.
La base *-anell R són sovint els nombres complexos (amb ' actua com a conjugació complexa).
Es dedueix dels axiomes que * sobre A és lineal conjugat en R, és a dir
(λ x + μ y)* = λ'  x* + μ'  y*
per a λ, μ ∈ R, x, y ∈ A.
A *-homomorfisme f : A → B és un homomorfisme d'àlgebra que és compatible amb les involucions de A i B, és a dir,
f(a*) = f(a)* per tot a dins A.

## Exemples
- Qualsevol anell commutatiu es converteix en un *-anell amb la involució trivial (idèntica).
- L'exemple més familiar d'un *-anell i una *-àlgebra sobre reals és el camp dels nombres complexos C on * és només una conjugació complexa.
- De manera més general, una extensió de camp feta per adjunció d'una arrel quadrada (com la unitat imaginària √−1) és una *-àlgebra sobre el camp original, considerada com un anell trivial-*. L'* gira el signe d'aquesta arrel quadrada.
- Un anell sencer quadràtic (per a alguns D) és un anell * commutatiu amb * definit de la mateixa manera; Els camps quadràtics són *-àlgebres sobre anells enters quadràtics adequats.
- Els quaternions, els nombres complexos dividits, els nombres duals i possiblement altres sistemes de nombres hipercomplexos formen *-anells (amb la seva operació de conjugació integrada) i *-àlgebres sobre reals (on * és trivial). Cap dels tres és una àlgebra complexa.
- Els quaternions de Hurwitz formen un anell * no commutatiu amb la conjugació del quaternió.
- L'àlgebra matricial de n × n matrius sobre R amb * donada per la transposició.
- L'àlgebra matricial de n × n matrius sobre C amb * donada per la transposició conjugada.
- La seva generalització, l'adjunt hermitià en l'àlgebra d'operadors lineals acotats en un espai de Hilbert també defineix una *-àlgebra.
- L'anell polinomi R[x] sobre un anell trivial-*- R commutatiu és una *-àlgebra sobre R amb P *(x) = P (−x).
- Si (A, +, ×, *) és simultàniament un *-anell, una àlgebra sobre un anell R (commutatiu) i (r x)* = r (x*)  ∀r ∈ R, x ∈ A, aleshores A és una *-àlgebra sobre R (on * és trivial).
  - Com a cas parcial, qualsevol *-anell és un *-àlgebra sobre nombres enters.
- Qualsevol *-anell commutatiu és un *-àlgebra sobre si mateix i, de manera més general, sobre qualsevol el seu *-subanell.
- Per a un *-anell commutatiu R, el seu quocient per qualsevol del seu *-ideal és una *-àlgebra sobre R.
  - Per exemple, qualsevol anell trivial-*-commutatiu és un *-àlgebra sobre el seu anell de nombres duals, un *-anell amb * no trivial, perquè el quocient per ε = 0 fa l'anell original.
  - El mateix sobre un anell commutatiu K i el seu anell polinomial K[x] : el quocient de x = 0 restaura K.
- A l'àlgebra de Hecke, una involució és important per al polinomi de Kazhdan–Lusztig.
- L'anell d'endomorfisme d'una corba el·líptica esdevé una *-àlgebra sobre els nombres enters, on la involució ve donada prenent la isogènia dual. Una construcció similar funciona per a varietats abelianes amb una polarització, en aquest cas s'anomena involució de Rosati (vegeu les notes de conferència de Milne sobre varietats abelianes).